# Tara Rose Hedican
Tara Rose Hedican (ur. 20 listopada 1981) – kanadyjska zapaśniczka. Dwukrotna uczestniczka mistrzostw świata; ósma w 2005. Złoty medal na mistrzostwach panamerykańskich w 2003. Druga w Pucharze Świata w 2001 i czwarta w 2003. Srebrna medalistka mistrzostw Wspólnoty Narodów w 2003. Mistrzyni świata juniorów z 2001 roku. Zawodniczka University of Guelph.